# Rhopalomeces cyanellus
Rhopalomeces cyanellus är en skalbaggsart som först beskrevs av Bates 1879.  Rhopalomeces cyanellus ingår i släktet Rhopalomeces och familjen långhorningar.
Artens utbredningsområde är Moçambique. Inga underarter finns listade i Catalogue of Life.